# Liliana Colanzi
Liliana Colanzi Serrate, née le 27 mars 1981 à Santa Cruz de la Sierra dans le département de Santa Cruz en Bolivie, est une romancière, une éditrice et une journaliste bolivienne.

## Biographie
Liliana Colanzi naît en 1984 à Santa Cruz de la Sierra. Elle étudie la communication sociale à l'université privée de Santa Cruz (es) avant de poursuivre ses études aux États-Unis, ou elle obtient une maîtrise en études latino-américaines à l'université de Cambridge et un doctorat en littérature comparée à l'université Cornell. Elle est actuellement professeur de littérature latino-américaine à l'université Cornell.
En 2009, elle coédite l'anthologie Conductas erráticas. En 2010, elle publie un premier recueil de nouvelles, Vacaciones permanentes. En 2013, elle édite la mini-anthologie de nouvelles Mesías. Elle remporte le prix international de littérature Aura Estrada en 2015, un prix décerné aux femmes écrivains de moins de 35 ans qui écrivent en espagnol et résident au Mexique ou aux États-Unis.
En 2017, elle est finaliste du prix de la nouvelle hispano-américaine Gabriel García Márquez (es) avec son recueil de nouvelles Nuestro mundo muerto. Cette même année, elle est retenue au sein de la Bogota39, une liste de 39 écrivains latino-américains de moins de 40 ans qui sont jugés parmi les plus remarquables à l'occasion du Hay Festival (es).
Elle travaille également comme journaliste dans divers médias imprimés tels que El Deber, El Nuevo Día et Número Uno. Ses textes sont notamment parus dans El País, Letras Libres, Americas Quarterly (es), The White Review, El Desacuerdo et Etiqueta Negra (es).
En 2017, elle lance une petite maison d'édition, Dum Dum Editora, avec pour première publication une réédition du roman Eisejuaz de l'écrivaine argentine Sara Gallardo .

## Œuvre

### Romans et recueils de nouvelles
- Vacaciones permanentes (2010)
- La ola (2014)
- Nuestro mundo muerto (2016) Publié en français sous le titre Notre monde mort, traduction de Juliette Barbara, Paris, Buchet Chastel, 2018
- Chaco (2020)

## Prix et distinctions notables
- Prix international de littérature Aura Estrada en 2015[8].
- Finaliste du prix de la nouvelle hispano-américaine Gabriel García Márquez (es) en 2017 avec Nuestro mundo muerto[9].